# 卡納加島
卡納加島（英語：Kanaga）是美國的島嶼，位於太平洋海域，屬於安德烈亞諾夫群島的一部分，由阿拉斯加州負責管轄，長48公里、寬13公里，面積369平方公里，最高點海拔高度1,307米，是該國第42大島嶼。
51°44′21″N 177°26′38″W / 51.73917°N 177.44389°W